# Lednické rybníky
Lednické rybníky este o arie protejată (sit de importanță comunitară — SCI) din Republica Cehă întinsă pe o suprafață de 617,83 ha, integral pe uscat.

## Localizare
Centrul sitului Lednické rybníky este situat la coordonatele 48°46′22″N 16°43′17″E / 48.772778°N 16.721389°E.

## Înființare
Situl Lednické rybníky a fost declarat sit de importanță comunitară în decembrie 2007 pentru a proteja un număr necunoscut de specii din flora spontană și fauna sălbatică aflate în arealul zonei.

## Biodiversitate
Situată în ecoregiunea panonică, aria protejată conține 1 habitat natural: Ape stătătoare oligotrofe până la mezotrofe, cu vegetație de Littorelletea uniflorae și/sau de Isoëto-Nanojuncetea.
La baza desemnării sitului se află un număr nedeclarat de specii protejate.